# Roger Thirode
Roger Thirode (né le 28 septembre 1921 à Poligny - mort le 4 décembre 1994 à Mantry) est un ingénieur et industriel français.

## Biographie
Roger naît le 28 septembre 1921 à Poligny dans le Jura, il est l'aîné de six enfants. Son père Fernand Thirode est mécanicien à la tête d'une boutique nommée bicyclettes Thirode située dans la Grande rue. Sa mère, Anne-Marie Badoz est mère au foyer.
Il étudie à l'école libre et obtient le certificat d'étude à l'âge de 12 ans.
Par la suite, Roger passe un CAP d'ajusteur à l'école Saint Joseph de Dijon.
En 1938, Roger Thirode a 17 ans lorsqu'il réussit le concours d'entrée à l'Institut catholique d'arts et métiers (ICAM), à Lille. 
En 1940, Lille est occupée par l'armée allemande, l’institut ferme ses portes. Roger passe alors sa troisième année au centre d’enseignement et de recherche de Cluny, structure rattachée à l'École d’arts et métiers, située à Paris (actuelle ENSAM).
Il obtient son diplôme en 1941 et part travailler très brièvement pour Merlin Guerin à Grenoble avant d'entrer à l’École supérieure d'électricité de Paris. Lors de l'inscription, Roger fournit les papiers de son frère afin d'échapper au Service du travail obligatoire (STO). 
Jusqu’à la fin de la guerre, il travaille de nuit dans une usine tout en prenant des cours l'après-midi. 
À la Libération de la France, Roger devient responsable d'études chez Ripoche, une société située à Paris, fabriquant des fours tant pour les industries que les particuliers. 
En 1947, Roger démissionne afin de fonder sa première entreprise.
Roger Thirode meurt en 1994.

### L'entreprise Thirode
En 1947, il fonde Les fours électriques Roger Thirode à Drancy.
Fort du succès de sa société, Roger Thirode fait construire en 1961 une seconde usine dans sa ville natale, Poligny.
L'entreprise rachète plusieurs de ses concurrentes en France mais aussi la société Tyson Metal Product, située en Pennsylvanie.
Elle est renommée SFEC THIRODE SA, et avec ses 1200 employés, elle devient le premier producteur, en France, de matériels de cuisine professionnels.
En 1990, à l'age de 70 ans, Roger Thirode vend son entreprise.

### Le four-étuve
En 1952, il dépose son brevet du « four-étuve ».
Le four-étuve, inventé par Roger Thirode est destiné aux bouchers afin que ses derniers l'utilisent tant pour les cuissons sèches que humides.
Entre 1952 et 1957, environ 15 000 fours-étuves sont fabriqués et environ un sur deux des 35 000 bouchers charcutiers à l'époque en France en possède un.
Par la suite, ils arrivent dans les cuisines professionnelles.